# Euryopis praemitis
Euryopis praemitis là một loài nhện trong họ Theridiidae.
Loài này thuộc chi Euryopis. Euryopis praemitis được Eugène Simon miêu tả năm 1909.